# De kleine kapitein in het land van Waan en Wijs
De kleine kapitein in het land van Waan en Wijs is een Nederlandstalige jeugdroman, geschreven door Paul Biegel en uitgegeven in 1973 bij Uitgeverij Holland in Haarlem. De eerste editie werd geïllustreerd door Carl Hollander. Het werk, geschreven voor kinderen vanaf 6 jaar, is het tweede deel uit de trilogie over de kleine kapitein.

## Inhoud
Nadat de kleine kapitein in het eerste deel met zijn vrienden Bange Toontje, Dikke Druif en Marinka via verschillende eilanden in de spookstad is beland, is hij nu met zijn zelfgebouwde schip de Nooitlek op de terugweg naar huis. Door een storm raken ze echter uit koers, en komen ze terecht in het land van Waan en Wijs. Voordat ze weg mogen, moeten er eerst zeven moeilijke opdrachten worden vervuld in zeven verschillende torens. Daarna gaan ze een grote piratenschat ophalen op het Kringworteleiland, waar alle wortels van de bomen boven de grond groeien in plaats van onder de grond.